# بمب‌گذاری انتحاری لاهور ۲۰۱۶
در تاریخ ۲۷ مارس ۲۰۱۶ طی یک حمله انتحاری در بوستان گلشن اقبال شهر لاهور پاکستان حداقل ۷۲ نفر کشته شدند.
بنا به گفته مقام‌های امنیتی، فردی که عامل انفجار بود ۱۰ کیلو مواد منفجره با خود حمل می‌کرد.
گروه طالبان پاکستان ضمن به عهده گرفتن مسئولیت این انفجار، هدف این حمله را مسیحیان عنوان کرد.
بنا به گفته پلیس پاکستان اغلب کشته‌شدگان، زنان و کودکان بوده‌اند.